# اوستاش دشام
اوستش دشان (به فرانسوی: Eustache Deschamps) شاعر قرن چهاردهم میلادی اهل فرانسه است.